# Atractylis arbuscula
Atractylis arbuscula es una especie de planta arbustiva enana del género Atractylis en la familia Asteraceae. Es un endemismo estricto de las Islas Canarias.

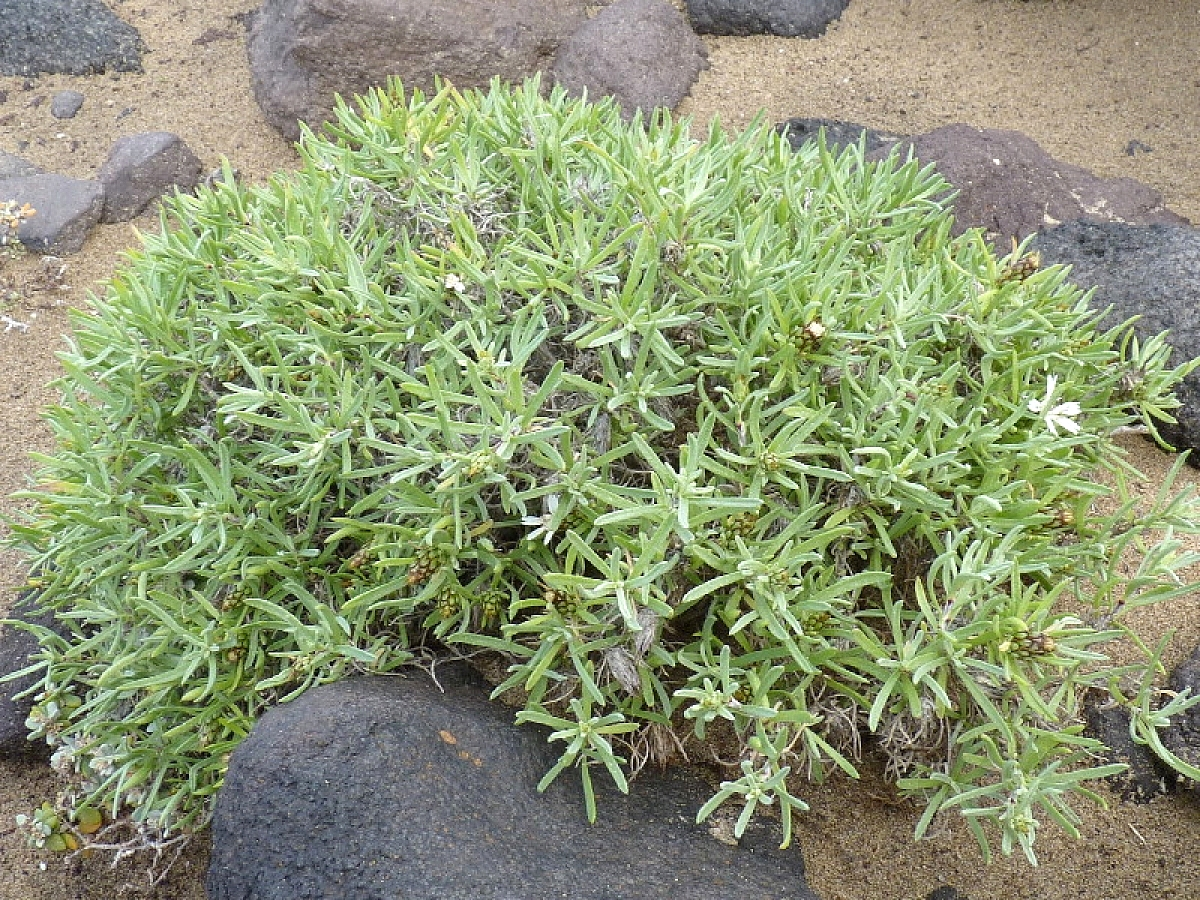
Vista general (Lanzarote)

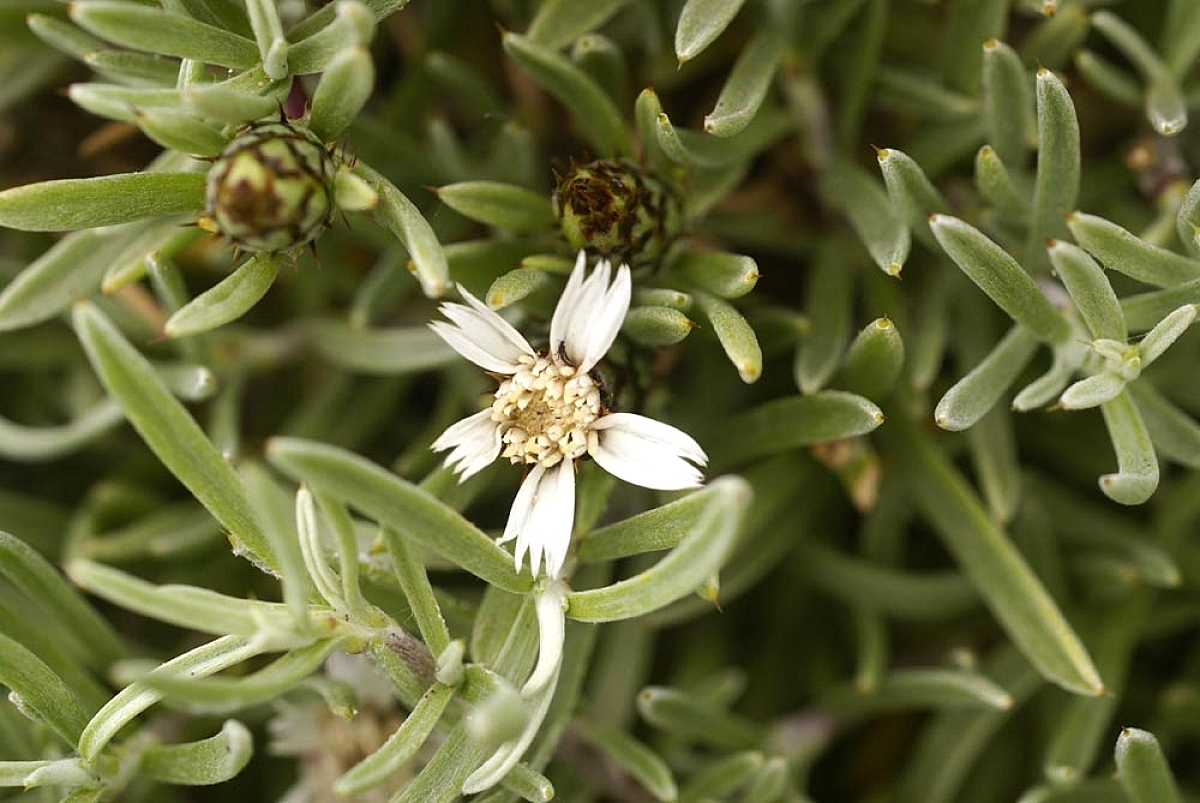
Capítulos en antesis y preantesis: vista cenital

## Descripción
Se trata de un arbusto de 30-50 cm de alto con hojas estrechamente lineares, de 20-40 por 2-3 mm, verde grisáceas hasta plateadas, algo tomentosas y subespinulosas, y con una corta espina apical. Los capítulos, de unos 15 mm, tienen brácteas involucrales apicalmente espinosas. Las lígulas periféricas tienen la corola de color blanco-rosáceo. Las cipselas son de forma fusiforme-cilíndrica, con un vilano de setas plumosas.

## Distribución y hábitat
Atractylis arbuscula es un endemismo de las Islas Canarias (isla de Lanzarote e isla de Gran Canaria). Crece en matorrales costeros, sobre suelos arenosos o arenoso-pedregosos. En Gran Canaria, en roquedos, laderas de acantilados basálticoslitorales batidos por las olas.

## Taxonomía
Atractylis arbuscula fue descrita por Eric Ragnor Sventenius & Peter Michaelis y publicado en Index Seminum quae Hortus Acclimatationis Plantarum Arautapae, vol. 50 (-51), 1969
Etimología
- Atractylis: del latín atractylis, -ĭdis, del vocablo griego ατραχτυλίς[4] que es derivado de άτραχτος, -άχτου, huso, empleado por Dioscórides y, luego, Plinio el Viejo (21, 53 y 21, 184) para nombrar una planta espinosa de flores amarillas en capítulos igualmente espinosos que usaban las mujeres para cardar y que corresponde muy probablemente a la especie Carthamus lanatus o Carthamus leucocaulos. El nombre genérico fue creado por Carlos Linneo - sin más explicaciones-   en 1737 para plantas sin relación alguna con las anteriormente aludidas y como sustituto del género Crocodilodes de Sébastien Vaillant, 1729. Fue validado posteriormente por el mismo Carlos Linneo en Species Plantarum, vol. 2, p. 829-830, 1753 y ampliada su descripción en Genera Plantarum, p. 360, 1754.[5]
- arbuscula: prestado del latín arbuscŭla, -ae, arbusto, arbolito, derivado de arbŏr, -ŏris.[4]

Sinonimia
- Atractylis arbuscula var. arbuscula
- Atractylis arbuscula var. schizogynophylla Svent. & Kahne	[6]